# Nacionalconservadurismo
El nacionalconservadurismo, también llamado conservadurismo nacional o nacionalismo conservador, es una variante del conservadurismo que describe a aquellos conservadores que tienen fuertes ideales nacionalistas y planean promover la cultura, como forma de promover el crecimiento de la sociedad.

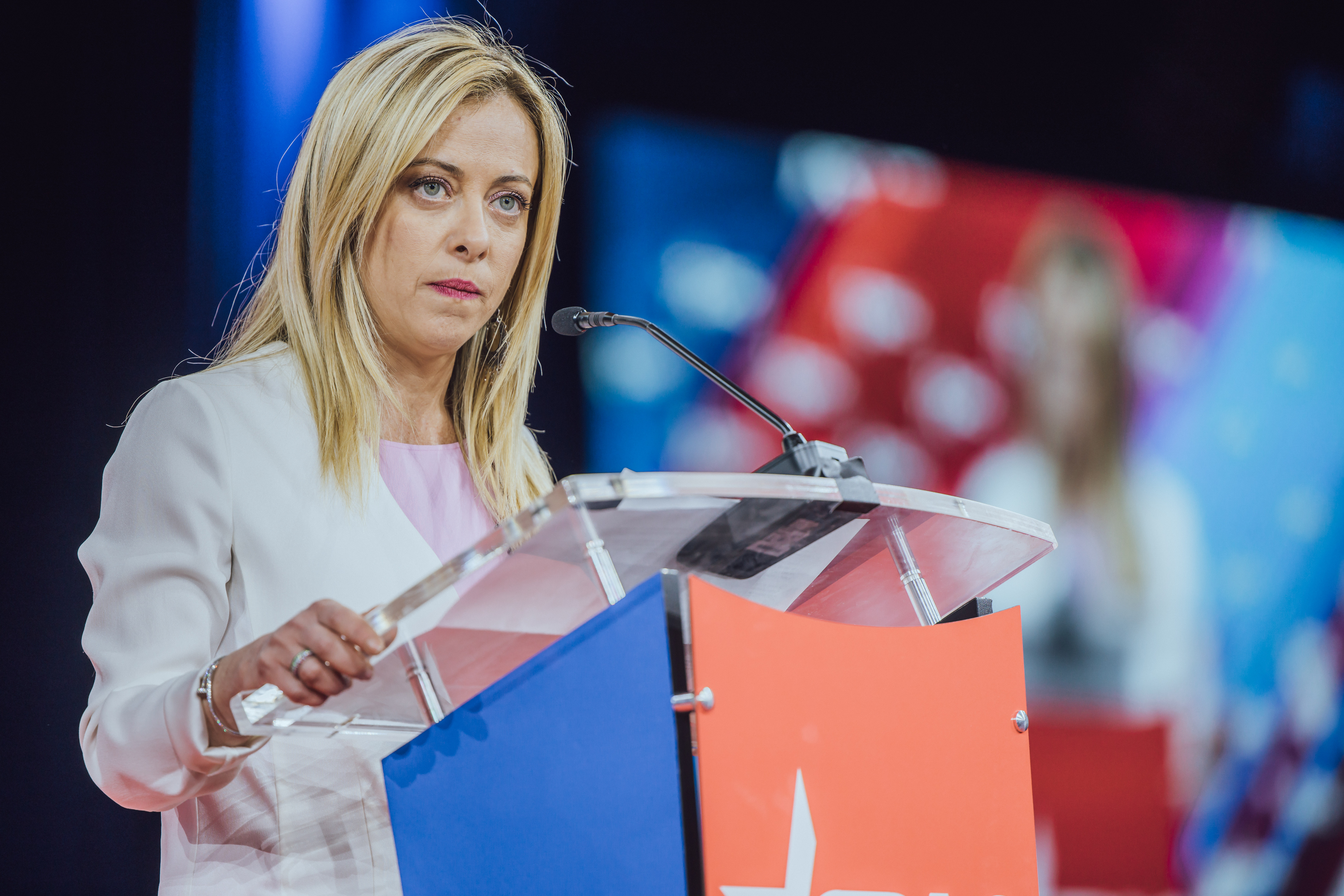
La primera ministra italiana, Giorgia Meloni, hablando en el CPAC 2022 en Florida.

Estos conservadores favorecen especialmente la familia tradicional y los derechos de esta ya que ven en la familia la única forma de promover la patria y los procesos por la cual esta pasa. La familia vista por los conservadores nacionalistas es la forma en la cual se ligan todos los hechos del pasado para promover un mejor futuro.
En Europa, los nacionalconservadores suelen ser euroescépticos, defendiendo la preservación del estado-nación y su identidad cultural, por lo que rechazan el multiculturalismo y la inmigración, al considerarlos una amenaza para la identidad que quieren preservar.
Comúnmente este conservadurismo llena el vacío político entre los ideales conservadores y abarca un fuerte sentido anticomunista. El conservadurismo nacional también está relacionado con el conservadurismo social y el conservadurismo tradicionalista.
La mayoría de los partidos conservadores desde 1989 en la Europa central y del sudeste poscomunista han sido nacionalconservadores.

## Ideología

### Políticas sociales
Los partidos nacionalconservadores defienden los valores sociales tradicionales y favorecen la estabilidad social. Según la politóloga austríaca Sieglinde Rosenberger, "el conservadurismo nacional elogia a la familia como hogar y centro de identidad, solidaridad y emoción". Muchos nacionalconservadores son por lo tanto conservadores sociales, estando a favor de limitar la inmigración y promulgar políticas de ley y orden.

### Políticas económicas
Los partidos nacionalconservadores no comparten necesariamente una posición común sobre la política económica: sus puntos de vista pueden ir desde el apoyo a una economía planificada hasta un enfoque de laissez-faire, pasando por una economía mixta centrista. En el primer caso, más común, los nacionalconservadores pueden ser distinguidos de los conservadores liberales, para quienes las políticas económicas de libre mercado, la desregulación y el gasto ajustado son las principales prioridades. 
Algunos comentaristas han identificado una brecha creciente entre el conservadurismo nacional y el liberalismo económico: "La mayoría de los partidos de la derecha hoy son dirigidos por conservadores económicamente liberales que, en diversos grados, han marginado a los conservadores sociales, culturales y nacionales".

## Lista de partidos nacionalconservadores

### Unión Europea
- Europa: Partido de los Conservadores y Reformistas Europeos,[9] Partido Identidad y Democracia / Patriotas.eu

- Alemania: Alternativa para Alemania[10]

- Austria: Partido de la Libertad de Austria,[11] Alianza por el futuro de Austria[12]
- Bélgica: Vlaams Belang[13]
- Bulgaria: VMRO - Movimiento Nacional Búlgaro,[14] Frente Nacional para la Salvación de Bulgaria, Unión de Fuerzas Democráticas,[6] Demócratas por una Bulgaria Fuerte,[6] Partido Democrático[6]
- Chipre: Movimiento Solidaridad[15]
- Croacia: Unión Democrática Croata[6][16]
- Dinamarca: Partido Popular Danés,[17][18] Nueva Derecha[18]
- España: Vox[19]
- Eslovaquia: Somos Familia,[20] Partido Nacional Eslovaco[20]
- Estonia: Isamaa,[6] Partido Popular Conservador[21]
- Finlandia: Partido de los Finlandeses[22]
- Francia: Agrupación Nacional,[23] Debout la France,[24] Movimiento por Francia
- Grecia: Solución Griega, Griegos Independientes
- Hungría: Fidesz,[6][25] Partido Popular Demócrata Cristiano[26]
- Italia: Hermanos de Italia,[27] Libertad del Tirol del Sur[28]
- Letonia: Alianza Nacional[29]
- Lituania: Orden y Justicia
- Luxemburgo: Partido Alternativo de la Reforma Democrática[30]
- Países Bajos: Foro para la Democracia[31]
- Polonia: Ley y Justicia[6]
- Portugal: CDS - Partido Popular,[32] Chega[33]
- República Checa: Partido Democrático Cívico,[34][35] Movimiento Tricolor Ciudadano, Realistas[36]
- Suecia: Demócratas de Suecia[37]

### Europa no comunitaria
- Albania: Partido Democrático de Albania,[6] Partido Republicano de Albania[38]
- Armenia: Partido Republicano de Armenia
- Bosnia y Herzegovina: Partido del Progreso Democrático[6]
- Montenegro: Nueva Democracia Serbia[39]
- Noruega: Partido del Progreso[40]
- Reino Unido: Partido Unionista Democrático,[41] Voz Unionista Tradicional[41]
- Rusia: Rusia Unida[42]
- Serbia: Partido Progresista Serbio,[43] Partido Democrático de Serbia[43]
- Suiza: Partido Popular Suizo,[44][45] Unión Democrática Federal[45]

### América
- Argentina: Fuerza Republicana
- Brasil: Partido Renovador Laborista Brasileño, Patriota, Partido Social Liberal
- Costa Rica: Partido Restauración Nacional, Partido Nueva República
- Chile: Partido Republicano de Chile, Unión Demócrata Independiente
- Estados Unidos: Partido de la Constitución, Partido Republicano (facción)
- Panamá: Partido Panameñista[46][47][48]

### Asia
- Israel: Likud,[49] Derecha Unida, Nueva Derecha
- Japón: Partido Liberal Democrático[50]
- Turquía: Partido de la Justicia y el Desarrollo,[51] Partido de Acción Nacionalista,[52] Partido Bueno[53][54][55]

### Oceanía
- Australia: Partido Nacionalconservador de Fraser Anning
- Nueva Zelanda: Nueva Zelanda Primero